# 鬼首村
鬼首村（おにこうべむら）は、昭和29年（1954年）まで宮城県玉造郡の北西部にあった村。現在の大崎市鳴子温泉鬼首にあたる。

## 地名
「鬼首」の地名の由来には以下の説がある。
- 坂上田村麻呂の蝦夷討伐の際、大武丸の首がこの地に落ちたことに由来するという説[1]。
- 鬼切部（おにきりべ：当地域の古戦場）が訛ったとする説[1]。

## 地理
- 山：荒雄岳・須金岳・大鏑山・禿岳・大柴山・小柴山
- 河川：江合川

## 沿革
- 明治11年（1878年）10月29日 - 鬼首村が栗原郡から玉造郡に移管される。
- 明治22年（1889年）4月1日 - 町村制施行にともない、旧来の鬼首村単独で村制施行。
- 昭和29年（1954年）4月1日 - 鳴子町・川渡村と合併し、新制の鳴子町となる。

## 行政
- 歴代村長

| 代 | 氏名       | 就任                       | 退任                       | 備考 |
| -- | ---------- | -------------------------- | -------------------------- | ---- |
| 1  | 大場藤三郎 | 明治22年（1889年）4月24日  | 明治26年（1893年）4月23日  |      |
| 2  | 遊佐栄一   | 明治26年（1893年）5月3日   | 明治30年（1897年）5月2日   |      |
| 3  | 大場藤三郎 | 明治30年（1897年）8月12日  | 明治36年（1903年）8月11日  | 再任 |
| 4  | 大場儀三郎 | 明治37年（1904年）2月6日   | 明治37年（1904年）9月3日   |      |
| 5  | 高橋専治   | 明治37年（1904年）9月21日  | 明治40年（1907年）4月25日  |      |
| 6  | 遊佐栄一   | 明治40年（1907年）7月24日  | 大正4年（1915年）7月24日   | 再任 |
| 7  | 大場五兵衛 | 大正4年（1915年）9月23日   | 大正6年（1917年）6月2日    |      |
| 8  | 大山新之丞 | 大正6年（1917年）9月11日   | 大正14年（1925年）11月14日 |      |
| 9  | 大場連治郎 | 大正15年（1926年）3月24日  | 昭和5年（1930年）3月23日   |      |
| 10 | 中島万作   | 昭和5年（1930年）3月28日   | 昭和8年（1933年）1月27日   |      |
| 11 | 高橋運之進 | 昭和8年（1933年）5月25日   | 昭和14年（1939年）9月4日   |      |
| 12 | 大場光輝   | 昭和14年（1939年）11月21日 | 昭和18年（1943年）11月20日 |      |
| 13 | 高橋運之進 | 昭和19年（1944年）1月13日  | 昭和21年（1946年）11月25日 | 再任 |
| 14 | 高橋福助   | 昭和22年（1947年）4月5日   | 昭和29年（1954年）3月31日  |      |